# Matt Shaw
Matthew Shaw (* 11. Oktober 1965 in Phoenix, Arizona) ist ein ehemaliger US-amerikanischer Eishockeyspieler und derzeitiger -trainer. Zurzeit ist er Assistenztrainer an der University of North Dakota. Zuvor arbeitete er unter anderem als Assistenztrainer bei den Minnesota Wild, San Jose Sharks und New Jersey Devils in der National Hockey League.

## Karriere
Matt Shaw trat lediglich während seiner Zeit am College als Eishockeyspieler in Erscheinung. Zwischen 1985 und 1989 absolvierte er 138 Partien für die United States International University und das Colorado College im Spielbetrieb der National Collegiate Athletic Association. Der Verteidiger teilte sich dabei in Colorado das Kapitänsamt mit zwei weiteren Spielern.
Im Anschluss an seine letzte College-Spielzeit wechselte Shaw in den Trainerstab des Colorado College und arbeitete dort die folgenden drei Jahre als Assistenztrainer. Dort kümmerte er sich hauptsächlich um die Organisation des Trainings sowie die Anwerbung neuer Akteure. Nach dem Ende seiner Tätigkeit im Frühjahr 1992 fand der US-Amerikaner für die folgenden drei Jahre keine Anstellung. Erst als Brad Buetow, dem er schon die letzten beiden Jahre am College assistiert hatte, den Cheftrainerposten bei den Quad City Mallards aus der Colonial Hockey League übernahm, holte ihn dieser erneut als seinen Assistenten zu sich. Während Buetow nur eine Saison lang den Posten in Quad City innehatte, blieb Shaw eine weitere Spielzeit dort und gewann unter der Leitung des neuen Trainers John Anderson am Ende der Saison 1996/97 den Colonial Cup. Im Anschluss an den Erfolg erhielt Shaw zur Saison 1997/98 erstmals eine Stelle als Cheftrainer angeboten, woraufhin er in dieser Spielzeit die Mobile Mysticks in der East Coast Hockey League betreute. Mit den Mysticks erreichte er zwar die erste Playoff-Runde, aber dennoch verließ er das Team nach nur einem Jahr. Shaw arbeitete daraufhin wieder für ein Jahr als Assistenztrainer bei den Chicago Wolves aus der International Hockey League. Der damalige Turner-Cup-Titelträger wurde in diesem Spieljahr von John Anderson trainiert. Aber auch hier blieb Shaw nur ein Jahr und kehrte zur Saison 1999/2000 zu den Quad City Mallards zurück, bei denen er für ein Jahr den Cheftrainerposten übernahm. Als bestes Team der regulären Saison gewann er mit den Mallards den Tarry Cup und führte es bis ins Finale um den Colonial Cup, wo es allerdings den Flint Generals unterlag.
Zur Saison 2000/01 schloss sich Shaw den Houston Aeros aus der IHL an, die zu diesem Zeitpunkt von Dave Barr trainiert wurden. Dieser verließ das Franchise, das im Sommer 2001 in die American Hockey League aufgenommen wurde, nach einer Spielzeit. Als neuer Trainer übernahm Todd McLellan das Team. Zusammen arbeiteten Shaw und McLellan die folgenden vier Jahre in der texanischen Metropole und gewannen am Ende der Saison 2002/03 den Calder Cup. 2005 verließ McLellan dann Houston und wurde durch Rob Daum ersetzt, unter dem Shaw weitere zwei Jahre arbeitete. Zur Saison 2007/08 wurde der US-Amerikaner schließlich befördert und arbeitete fortan unter Jacques Lemaire bei den Minnesota Wild in der National Hockey League. Diesen Posten füllte er bis zum Ende der Spielzeit 2008/09 aus, ehe der gesamte Trainerstab von seinen Aufgaben entbunden wurde. Da Minnesota mit Todd Richards einen Assistenztrainer Todd McLellans verpflichtete, holte ihn dieser im Gegenzug zu seinem Team, den San Jose Sharks aus der NHL. Neben Trent Yawney und Jay Woodcroft arbeitet er dort seit Beginn der Saison 2009/10 als einer von drei Assistenztrainer. Seine Aufgabenschwerpunkte liegen dabei in der Arbeit mit den Stürmern, Powerplay-Formationen und Bully-Taktiken.

## Erfolge und Auszeichnungen
- 1997 Colonial-Cup-Gewinn mit den Quad City Mallards (als Assistenztrainer)
- 2000 Tarry-Cup-Gewinn mit den Quad City Mallards
- 2003 Calder-Cup-Gewinn mit den Houston Aeros (als Assistenztrainer)

## Karrierestatistik

### Als Spieler
| 1985–86     | United States International University | NCAA        | 32  | 6 | 16 | 22 | 48 |  |  |  |  |  |
| 1986–87     | United States International University | NCAA        | 33  | 2 | 8  | 10 | 55 |  |  |  |  |  |
| 1987–88     | United States International University | NCAA        | 36  |   |    |    |    |  |  |  |  |  |
| 1988–89     | Colorado College                       | NCAA        | 37  | 9 | 14 | 23 | 59 |  |  |  |  |  |
| NCAA gesamt | NCAA gesamt                            | NCAA gesamt | 138 |   |    |    |    |  |  |  |  |  |

(Legende zur Spielerstatistik: Sp oder GP = absolvierte Spiele; T oder G = erzielte Tore; V oder A = erzielte Assists; Pkt oder Pts = erzielte Scorerpunkte; SM oder PIM = erhaltene Strafminuten; +/− = Plus/Minus-Bilanz; PP = erzielte Überzahltore; SH = erzielte Unterzahltore; GW = erzielte Siegtore; 1 Play-downs/Relegation; Kursiv: Statistik nicht vollständig)

### Als Trainer
|             |                    |              |                                        | Reguläre Saison                        | Reguläre Saison                        | Reguläre Saison                        | Reguläre Saison                        | Reguläre Saison                        | Reguläre Saison                        | Reguläre Saison                        |                                        | Playoffs                               | Playoffs                               | Playoffs                               | Playoffs |
| Saison      | Team               | Liga         | GC                                     | W                                      | L                                      | T                                      | OTL                                    | Pts                                    | Win %                                  | GC                                     | W                                      | L                                      | Resultat                               |                                        |          |
| ----------- | ------------------ | ------------ | -------------------------------------- | -------------------------------------- | -------------------------------------- | -------------------------------------- | -------------------------------------- | -------------------------------------- | -------------------------------------- | -------------------------------------- | -------------------------------------- | -------------------------------------- | -------------------------------------- | -------------------------------------- | -------- |
| 1989–90     | Colorado College   | NCAA         | Assistenztrainer                       | Assistenztrainer                       | Assistenztrainer                       | Assistenztrainer                       | Assistenztrainer                       | Assistenztrainer                       | Assistenztrainer                       | Assistenztrainer                       | Assistenztrainer                       | Assistenztrainer                       | Assistenztrainer                       | Assistenztrainer                       |          |
| 1990–91     | Colorado College   | NCAA         | Assistenztrainer unter Brad Buetow     | Assistenztrainer unter Brad Buetow     | Assistenztrainer unter Brad Buetow     | Assistenztrainer unter Brad Buetow     | Assistenztrainer unter Brad Buetow     | Assistenztrainer unter Brad Buetow     | Assistenztrainer unter Brad Buetow     | Assistenztrainer unter Brad Buetow     | Assistenztrainer unter Brad Buetow     | Assistenztrainer unter Brad Buetow     | Assistenztrainer unter Brad Buetow     | Assistenztrainer unter Brad Buetow     |          |
| 1991–92     | Colorado College   | NCAA         | Assistenztrainer unter Brad Buetow     | Assistenztrainer unter Brad Buetow     | Assistenztrainer unter Brad Buetow     | Assistenztrainer unter Brad Buetow     | Assistenztrainer unter Brad Buetow     | Assistenztrainer unter Brad Buetow     | Assistenztrainer unter Brad Buetow     | Assistenztrainer unter Brad Buetow     | Assistenztrainer unter Brad Buetow     | Assistenztrainer unter Brad Buetow     | Assistenztrainer unter Brad Buetow     | Assistenztrainer unter Brad Buetow     |          |
| 1992–93     | ohne Vertrag       | ohne Vertrag | –                                      | –                                      | –                                      | –                                      | –                                      | –                                      | –                                      | –                                      | –                                      | –                                      | –                                      |                                        |          |
| 1993–94     | ohne Vertrag       | ohne Vertrag | –                                      | –                                      | –                                      | –                                      | –                                      | –                                      | –                                      | –                                      | –                                      | –                                      | –                                      |                                        |          |
| 1994–95     | ohne Vertrag       | ohne Vertrag | –                                      | –                                      | –                                      | –                                      | –                                      | –                                      | –                                      | –                                      | –                                      | –                                      | –                                      |                                        |          |
| 1995–96     | Quad City Mallards | CoHL         | Assistenztrainer unter Brad Buetow     | Assistenztrainer unter Brad Buetow     | Assistenztrainer unter Brad Buetow     | Assistenztrainer unter Brad Buetow     | Assistenztrainer unter Brad Buetow     | Assistenztrainer unter Brad Buetow     | Assistenztrainer unter Brad Buetow     | Assistenztrainer unter Brad Buetow     | Assistenztrainer unter Brad Buetow     | Assistenztrainer unter Brad Buetow     | Assistenztrainer unter Brad Buetow     | Assistenztrainer unter Brad Buetow     |          |
| 1996–97     | Quad City Mallards | CoHL         | Assistenztrainer unter John Anderson   | Assistenztrainer unter John Anderson   | Assistenztrainer unter John Anderson   | Assistenztrainer unter John Anderson   | Assistenztrainer unter John Anderson   | Assistenztrainer unter John Anderson   | Assistenztrainer unter John Anderson   | Assistenztrainer unter John Anderson   | Assistenztrainer unter John Anderson   | Assistenztrainer unter John Anderson   | Assistenztrainer unter John Anderson   | Assistenztrainer unter John Anderson   |          |
| 1997–98     | Mobile Mysticks    | ECHL         | 70                                     | 35                                     | 27                                     | 8                                      | –                                      | 78                                     | .557                                   | 3                                      | 0                                      | 3                                      | Conference Quarterfinals               |                                        |          |
| 1998–99     | Chicago Wolves     | IHL          | Assistenztrainer unter John Anderson   | Assistenztrainer unter John Anderson   | Assistenztrainer unter John Anderson   | Assistenztrainer unter John Anderson   | Assistenztrainer unter John Anderson   | Assistenztrainer unter John Anderson   | Assistenztrainer unter John Anderson   | Assistenztrainer unter John Anderson   | Assistenztrainer unter John Anderson   | Assistenztrainer unter John Anderson   | Assistenztrainer unter John Anderson   | Assistenztrainer unter John Anderson   |          |
| 1999–00     | Quad City Mallards | UHL          | 74                                     | 53                                     | 16                                     | –                                      | 5                                      | 111                                    | .750                                   | 14                                     | 8                                      | 6                                      | Colonial Cup Final                     |                                        |          |
| 2000–01     | Houston Aeros      | IHL          | Assistenztrainer unter Dave Barr       | Assistenztrainer unter Dave Barr       | Assistenztrainer unter Dave Barr       | Assistenztrainer unter Dave Barr       | Assistenztrainer unter Dave Barr       | Assistenztrainer unter Dave Barr       | Assistenztrainer unter Dave Barr       | Assistenztrainer unter Dave Barr       | Assistenztrainer unter Dave Barr       | Assistenztrainer unter Dave Barr       | Assistenztrainer unter Dave Barr       | Assistenztrainer unter Dave Barr       |          |
| 2001–02     | Houston Aeros      | AHL          | Assistenztrainer unter Todd McLellan   | Assistenztrainer unter Todd McLellan   | Assistenztrainer unter Todd McLellan   | Assistenztrainer unter Todd McLellan   | Assistenztrainer unter Todd McLellan   | Assistenztrainer unter Todd McLellan   | Assistenztrainer unter Todd McLellan   | Assistenztrainer unter Todd McLellan   | Assistenztrainer unter Todd McLellan   | Assistenztrainer unter Todd McLellan   | Assistenztrainer unter Todd McLellan   | Assistenztrainer unter Todd McLellan   |          |
| 2002–03     | Houston Aeros      | AHL          | Assistenztrainer unter Todd McLellan   | Assistenztrainer unter Todd McLellan   | Assistenztrainer unter Todd McLellan   | Assistenztrainer unter Todd McLellan   | Assistenztrainer unter Todd McLellan   | Assistenztrainer unter Todd McLellan   | Assistenztrainer unter Todd McLellan   | Assistenztrainer unter Todd McLellan   | Assistenztrainer unter Todd McLellan   | Assistenztrainer unter Todd McLellan   | Assistenztrainer unter Todd McLellan   | Assistenztrainer unter Todd McLellan   |          |
| 2003–04     | Houston Aeros      | AHL          | Assistenztrainer unter Todd McLellan   | Assistenztrainer unter Todd McLellan   | Assistenztrainer unter Todd McLellan   | Assistenztrainer unter Todd McLellan   | Assistenztrainer unter Todd McLellan   | Assistenztrainer unter Todd McLellan   | Assistenztrainer unter Todd McLellan   | Assistenztrainer unter Todd McLellan   | Assistenztrainer unter Todd McLellan   | Assistenztrainer unter Todd McLellan   | Assistenztrainer unter Todd McLellan   | Assistenztrainer unter Todd McLellan   |          |
| 2004–05     | Houston Aeros      | AHL          | Assistenztrainer unter Todd McLellan   | Assistenztrainer unter Todd McLellan   | Assistenztrainer unter Todd McLellan   | Assistenztrainer unter Todd McLellan   | Assistenztrainer unter Todd McLellan   | Assistenztrainer unter Todd McLellan   | Assistenztrainer unter Todd McLellan   | Assistenztrainer unter Todd McLellan   | Assistenztrainer unter Todd McLellan   | Assistenztrainer unter Todd McLellan   | Assistenztrainer unter Todd McLellan   | Assistenztrainer unter Todd McLellan   |          |
| 2005–06     | Houston Aeros      | AHL          | Assistenztrainer unter Rob Daum        | Assistenztrainer unter Rob Daum        | Assistenztrainer unter Rob Daum        | Assistenztrainer unter Rob Daum        | Assistenztrainer unter Rob Daum        | Assistenztrainer unter Rob Daum        | Assistenztrainer unter Rob Daum        | Assistenztrainer unter Rob Daum        | Assistenztrainer unter Rob Daum        | Assistenztrainer unter Rob Daum        | Assistenztrainer unter Rob Daum        | Assistenztrainer unter Rob Daum        |          |
| 2006–07     | Houston Aeros      | AHL          | Assistenztrainer unter Rob Daum        | Assistenztrainer unter Rob Daum        | Assistenztrainer unter Rob Daum        | Assistenztrainer unter Rob Daum        | Assistenztrainer unter Rob Daum        | Assistenztrainer unter Rob Daum        | Assistenztrainer unter Rob Daum        | Assistenztrainer unter Rob Daum        | Assistenztrainer unter Rob Daum        | Assistenztrainer unter Rob Daum        | Assistenztrainer unter Rob Daum        | Assistenztrainer unter Rob Daum        |          |
| 2007–08     | Minnesota Wild     | NHL          | Assistenztrainer unter Jacques Lemaire | Assistenztrainer unter Jacques Lemaire | Assistenztrainer unter Jacques Lemaire | Assistenztrainer unter Jacques Lemaire | Assistenztrainer unter Jacques Lemaire | Assistenztrainer unter Jacques Lemaire | Assistenztrainer unter Jacques Lemaire | Assistenztrainer unter Jacques Lemaire | Assistenztrainer unter Jacques Lemaire | Assistenztrainer unter Jacques Lemaire | Assistenztrainer unter Jacques Lemaire | Assistenztrainer unter Jacques Lemaire |          |
| 2008–09     | Minnesota Wild     | NHL          | Assistenztrainer unter Jacques Lemaire | Assistenztrainer unter Jacques Lemaire | Assistenztrainer unter Jacques Lemaire | Assistenztrainer unter Jacques Lemaire | Assistenztrainer unter Jacques Lemaire | Assistenztrainer unter Jacques Lemaire | Assistenztrainer unter Jacques Lemaire | Assistenztrainer unter Jacques Lemaire | Assistenztrainer unter Jacques Lemaire | Assistenztrainer unter Jacques Lemaire | Assistenztrainer unter Jacques Lemaire | Assistenztrainer unter Jacques Lemaire |          |
| 2009–10     | San Jose Sharks    | NHL          | Assistenztrainer unter Todd McLellan   | Assistenztrainer unter Todd McLellan   | Assistenztrainer unter Todd McLellan   | Assistenztrainer unter Todd McLellan   | Assistenztrainer unter Todd McLellan   | Assistenztrainer unter Todd McLellan   | Assistenztrainer unter Todd McLellan   | Assistenztrainer unter Todd McLellan   | Assistenztrainer unter Todd McLellan   | Assistenztrainer unter Todd McLellan   | Assistenztrainer unter Todd McLellan   | Assistenztrainer unter Todd McLellan   |          |
| 2010–11     | San Jose Sharks    | NHL          | Assistenztrainer unter Todd McLellan   | Assistenztrainer unter Todd McLellan   | Assistenztrainer unter Todd McLellan   | Assistenztrainer unter Todd McLellan   | Assistenztrainer unter Todd McLellan   | Assistenztrainer unter Todd McLellan   | Assistenztrainer unter Todd McLellan   | Assistenztrainer unter Todd McLellan   | Assistenztrainer unter Todd McLellan   | Assistenztrainer unter Todd McLellan   | Assistenztrainer unter Todd McLellan   | Assistenztrainer unter Todd McLellan   |          |
| UHL gesamt  | UHL gesamt         | UHL gesamt   | 74                                     | 53                                     | 16                                     | –                                      | 5                                      | 111                                    | .750                                   | 14                                     | 8                                      | 6                                      | 1 Teilnahme                            |                                        |          |
| ECHL gesamt | ECHL gesamt        | ECHL gesamt  | 70                                     | 35                                     | 27                                     | 8                                      | –                                      | 78                                     | .557                                   | 3                                      | 0                                      | 3                                      | 1 Teilnahme                            |                                        |          |